# 丘穆克拉 (佛羅里達州)
丘穆克拉（英語：Chumuckla）是位於美國佛羅里達州聖羅薩縣的一個人口普查指定地區。

## 地理
丘穆克拉的座標為30°46′36″N 87°14′14″W / 30.77667°N 87.23722°W，而該地最高點為海拔高度62米（即203英尺）。

## 人口
根據2010年美國人口普查的數據，丘穆克拉的面積為52.78平方千米，當中陸地面積為52.42平方千米，而水域面積為0.36平方千米。當地共有人口850人，而人口密度為每平方千米16人。